# Cyrtopholis respina
Cyrtopholis respina is een spinnensoort in de familie van de van de vogelspinnen (Theraphosidae). Het betreft een Nomen nudum. De wetenschappelijke naam van de soort werd voor het eerst geldig gepubliceerd in 1935 door Pelegrin Franganillo-Balboa.
De soort komt voor in Cuba.